# Corral
Corral is een gemeente in de Chileense provincie Valdivia in de regio Los Ríos. Corral telde 5.302 inwoners in 2017 en heeft een oppervlakte van 767 km².